# María Rosa Oña
María Rosa Oña Paolino (Montevideo, 1973) es una actriz, dramaturga, comediante y escritora uruguaya.

## Trayectoria
Oña se formó en la Escuela de Casa del Teatro, con Luis Cerminara y Alberto Restuccia como docentes, y estudió con Delfi Galbiatti en el teatro La Gaviota. Fue una de las fundadoras de Guácale Teatro, grupo de teatro para niños creado en el 2010, en el que era responsable de la dramaturgia. Asimismo, ha dictado clases de teatro para niños en distintas instituciones.
Egresó del Club de Comedia y, a partir de allí, comenzó a dedicarse al stand up como comediante y guionista. Desde 2013 a 2017, junto a Lauro Falero y Adelina Perdomo, presentaron el espectáculo "Perfaloñaː humor itinerante" en distintas salas del país, siendo también la responsable de la dirección artística. En 2017 presentó su unipersonal "Stand up a la uruguaya". Fue la directora de "Los monólogos de la vagina" en 2018, en una versión desarrollada por nueve actrices y comunicadoras uruguayas.

Publicó "El comediante en su laberinto" (2019), ilustrado por Gonzalo Sainz y editado por Ediciones de la Plaza. Según Oña, el libro
"Empezó como pequeños apuntes de las cosas que anotaba cuando llegaba a casa después de los shows. Tratando de entender cómo era ese micromundo del stand up, del humor con gente tan cerca. Mi relación con la gente nunca fue mala, pero me costó enganchar desde qué punto de vista tenía que atraerla hacia lo que yo quería decir."
En el presente, dirige el taller de stand up MAD junto a Diego Vignolo y Adelina Perdomo y es docente de formación actoral. 
Participó como atriz de reparto en la película La uruguaya de Comunidad Orsai, dirigida por Ana García Blaya. 

### Obras y reconocimientos
Algunas de las obras que Oña escribió sonː
- Solipsismo (2000), primer premio en el 10° Encuentro de Teatro Joven organizada por la Intendencia de Montevideo.
- Maldita Dolly (2001), primer premio en el 11° Encuentro de Teatro Joven, donde también recibe menciones especiales como escritora y actriz.
- El árbol de la bruja (2011), ganador Premio Florencio Infantil Mejor Espectáculo.
- Bú (2012), ganador Premio Florencio Infantil Mejor Texto de Autor Nacional.
- Los viajes de Wenceslao (2013).[1]